# Mikaël Söderström
Louis Mikaël Söderström, född 10 januari 1891 i Ystad, död 6 december 1936 i Vadstena, var en svensk psykiater, författare, tecknare och målare.

## Biografi
Mikaël Söderström var son till läkaren Moses Alf Söderström och Lea Weyeneth. Han avlade studentexamen i Ystad 1909 och studerade därefter till 1913 vid Lunds universitets filosofiska fakultet. Han övergick därefter till medicinska studier och blev vid samma universitet medicine kandidat 1918 och medicine licentiat 1924. Han var amanuens vid Lunds hospital och asyl 1920–1921, extra läkare där 1921–1923 och två kortare perioder under 1924, e.o. hospitalsläkare av andra klassen vid Växjö hospital 1924–1925, därunder en tid förordnad som assistentläkare vid Mariestads lasarett, extra läkare vid Växjö hospital 1925, hospitalsläkare av andra klassen där 1925–1926, hospitalsläkare av första klassen vid Vadstena hospital och asyl 1926–1930, därunder en tid förordnad som läkare vid Visby hospital, överläkare av tredje klass vid Birgittas sjukhus i Vadstena 1931, från april månad förordnad som överläkare av första klass och tillika sjukhuschef. Han utnämndes till överläkare av andra klass tillika sjukhuschef vid Gådeå sjukhus i Härnösand från 1932, men förordnades samtidigt att uppehålla befattningen som överläkare av första klass tillika sjukhuschef i Vadstena.
Utöver nedanstående skrifter skrev Söderström populärmedicinska kåserier och bokanmälningar i tidningen "Social-Demokraten" 1924–1929 och i tidskriften "Humanitet" 1926, 1927 och 1930. Han skrev artiklar rörande sinnessjukvård och bokanmälningar i "Tidskrift för fattigvård och annan hjälpverksamhet" från 1926 samt i "Tidskrift för barnavård" 1930. Han publicerade dikter och noveller i tidningen "Figaro" i Stockholm (1911–1913) och tillfällighetspublikationen "Majgreven" i Lund (1911–1920) samt diverse alster i tidskriften "Lundagård" (1920–1924). Under studietiden medverkade han i filmerna "Med dolk och gift eller Guldets förbannelse" (1912) och "Fritiofs saga" (1924). Peder Björck skrev 1936 en minnesruna över honom i "Svenska läkartidningen".
Under sin studietid i Lund gjorde han sig känd som en skicklig tecknare och producerade då även några enstaka akvareller. Han var representerad med ett 30-tal arbeten vid en grupputställning på Lunds universitets konstmuseum 1914 och han medverkade i Skånes konstförenings höstutställningar i Malmö 1915–1917 samt i Karlskronas konstförenings utställningar i Karlskrona. Som författare publicerade han den tidiga science fictionromanen Gilbert Hardings resa 1918 under namnet Louis Weyeneth samt boken Läkarkonst, kvacksalveri och vidskepelse 1926.
Mikaël Söderström är gravsatt vid Norra krematoriet på Norra begravningsplatsen utanför Stockholm.